# Graniti
Graniti (Raniti in siciliano) è un comune italiano di 1 468 abitanti della città metropolitana di Messina in Sicilia.
È un comune del parco fluviale dell'Alcantara.

## Geografia fisica
Il paese si trova ad un'altitudine di 300 m sul livello del mare. Dista circa 15 chilometri dal mare e 3 chilometri dalla Strada statale 185 di Sella Mandrazzi. Sorge nella valle del torrente Petrolo, affluente di sinistra del fiume Alcantara.

## Storia
Il nome di Casali delli Graniti è già citato in un diploma del 1117.
Si parla ancora del feudo di Graniti nel 1356 quando fu acquistato dal nobile messinese Giovanni Mangiavacca.
Il paese nacque nel '600 attorno ad un casale voluto dal conte di Taormina dell'epoca ma ebbe il suo maggiore sviluppo nell'800.
Il nucleo più antico dell'abitato fu costruito in contrada Roccachiacchiera, dove vi sono ancor oggi case con stipiti in pietra scolpita a mano risalenti ai primi anni del XVIII secolo.

### Simboli
Lo stemma e il gonfalone sono stati concessi con decreto del presidente della Repubblica n. 908 del 4 gennaio 1988.
Il gonfalone è un drappo di rosso.

## Monumenti e luoghi d'interesse

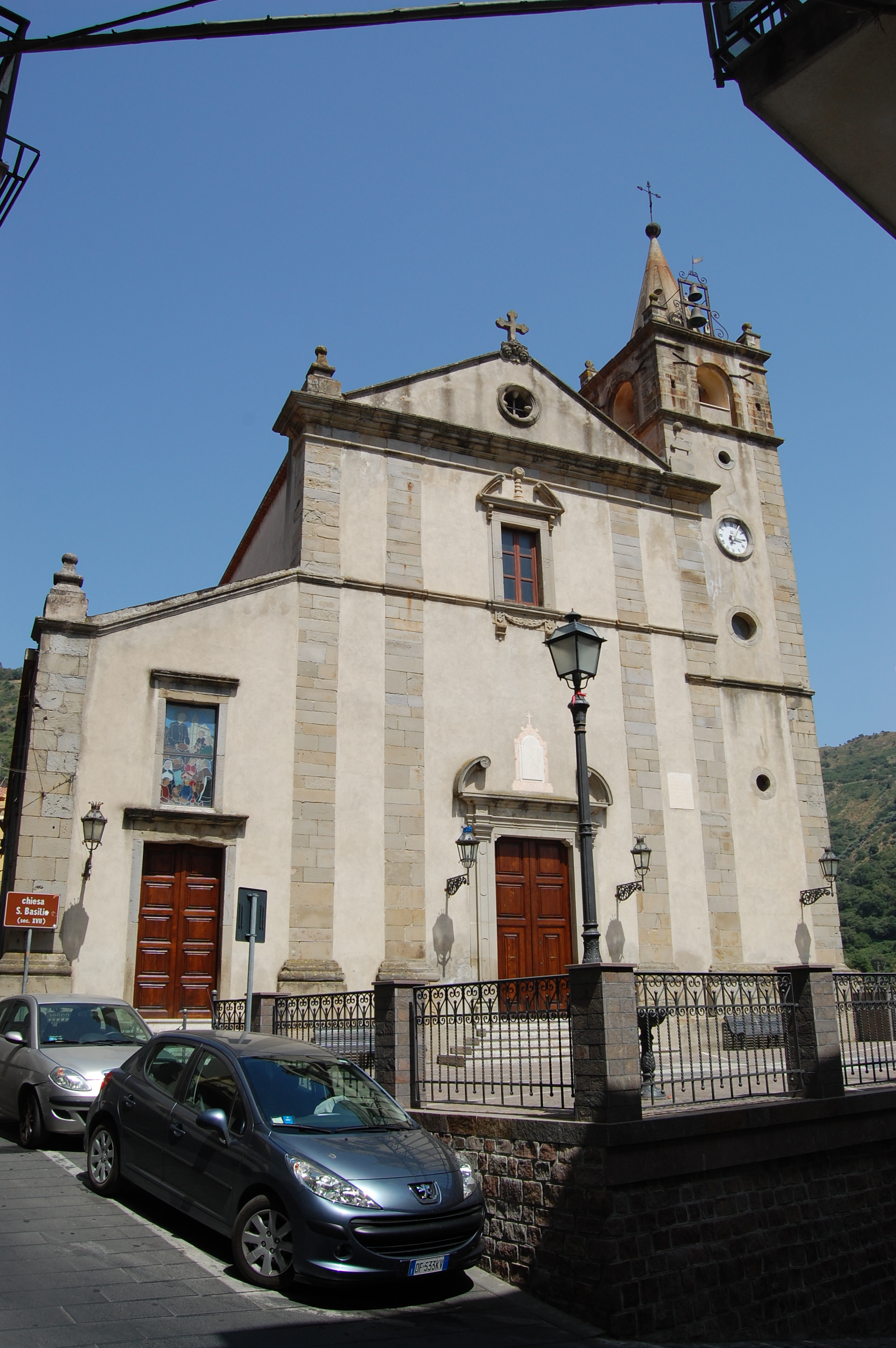
Chiesa di San Basilio Magno

Nell'abitato vi sono tre chiese: la principale è dedicata a San Basilio Magno, un'altra a San Sebastiano, patrono del paese che si festeggia la prima domenica di agosto, e una terza che è collegata ad un convento di suore francescane dedicata a San Giuseppe.
Nella frazione di Muscianò è presente una grotta luogo di una pretesa apparizione dell'immagine della Madonna ad una devota locale e nei pressi è stata realizzata dapprima una cappella e successivamente una chiesetta ad essa dedicata.

## Società

### Evoluzione demografica
Abitanti censiti

## Cultura
Dal 2022 la città fa parte del progetto del Primo parco mondiale dello stile di vita mediterraneo insieme ad altre 103 città del centro Sicilia.

### Cinema
La scena del funerale all'inizio del film Il padrino - Parte II fu girata nel torrente all'inizio del paese.
Altre scene furono girate presso la contrada Muscianò.

## Geografia antropica

### Frazioni
Le frazioni sono: Fejo, Finaita, Muscianò e Postoleone. 
Nella frazioni sono presenti attività di ristorazione e agriturismo.

## Economia
L'economia è basata sull'agricoltura. Si producono vino, formaggi, olive, castagne, mandorle, pesche, ciliegie, mandarini, arance, limoni.

## Amministrazione
Di seguito è presentata una tabella relativa alle amministrazioni che si sono succedute in questo comune.
| Periodo          | Periodo          | Primo cittadino    | Partito              | Carica  | Note  |
| ---------------- | ---------------- | ------------------ | -------------------- | ------- | ----- |
| 8 luglio 1987    | 16 giugno 1990   | Antonino Brunetto  | Democrazia Cristiana | Sindaco | [ 7 ] |
| 16 giugno 1990   | 23 giugno 1992   | Carmelo Lo Monte   | Democrazia Cristiana | Sindaco | [ 7 ] |
| 3 luglio 1992    | 11 febbraio 1994 | Carmelo Lo Monte   | Democrazia Cristiana | Sindaco | [ 7 ] |
| 11 febbraio 1994 | 17 giugno 1996   | Carmelo Calabrò    | Democrazia Cristiana | Sindaco | [ 7 ] |
| 17 giugno 1996   | 17 aprile 2000   | Vincenzo Lo Monte  | centro-sinistra      | Sindaco | [ 7 ] |
| 17 aprile 2000   | 17 maggio 2005   | Vincenzo Lo Monte  | lista civica         | Sindaco | [ 7 ] |
| 17 maggio 2005   | 1º giugno 2010   | Marcello D'Amore   | alleanza democratica | Sindaco | [ 7 ] |
| 1º giugno 2010   | 1º giugno 2015   | Marcello D'Amore   | lista civica         | Sindaco | [ 7 ] |
| 1º giugno 2015   | 5 ottobre 2020   | Paolino Lo Giudice |                      | Sindaco | [ 7 ] |
| 5 ottobre 2020   | in carica        | Carmelo Lo Monte   | lista civica         | Sindaco | [ 7 ] |

### Altre informazioni amministrative
Il comune di Graniti fa parte delle seguenti organizzazioni sovracomunali: regione agraria n.10 (Colline litoranee di Taormina).